# Pandemia di COVID-19 a Capo Verde
Il primo caso della pandemia di COVID-19 a Capo Verde è stato confermato il 20 marzo 2020.

## Antefatti
Il 12 gennaio 2020, l'Organizzazione mondiale della sanità (OMS) ha confermato che un nuovo coronavirus era la causa di una nuova infezione polmonare che aveva colpito diversi abitanti della città di Wuhan, nella provincia cinese dell'Hubei, il cui caso era stato portato all'attenzione dell'OMS il 31 dicembre 2019.
Sebbene nel tempo il tasso di mortalità della COVID-19 si sia rivelato decisamente più basso di quello dell'epidemia di SARS che aveva imperversato nel 2003, la trasmissione del virus SARS-CoV-2, alla base della COVID-19, è risultata essere molto più ampia di quella del precedente virus del 2003, e ha portato a un numero totale di morti molto più elevato.
Il 5 maggio 2023, l'Organizzazione mondiale della sanità dichiara ufficialmente la fine della pandemia.

## Cronologia
Il 20 marzo è stato confermato il primo caso di COVID-19 nel paese, si trattava di uno straniero di 62 anni proveniente dal Regno Unito.
Altri due casi sono stati confermati il giorno seguente il 21 marzo. Entrambi i casi erano turisti, uno dei Paesi Bassi, di 60 anni e uno del Regno Unito, di 62 anni. Questi due casi e il precedente erano tutti sull'isola di Boa Vista prima di essere positivi. La prima morte è stata annunciata il 24 marzo, si trattava del primo paziente risultati positivi.
Il 25 marzo è stato confermato un quarto caso, si trattava di un cittadino di 43 anni di ritorno dall'Europa e anche del primo caso nella capitale del paese, Praia, sull'isola di Santiago. Il giorno seguente, il 26 marzo, il ministro della Salute di Capo Verde ha annunciato che anche la moglie dell'uomo era risultata positiva, risultando così la prima trasmissione locale segnalata.

## Misure preventive
Dal 16 marzo, i test vengono condotti a Capo Verde anziché all'estero, presso il Laboratório de Virologia de Cabo Verde, a Praia.
Il 17 marzo, come misura di emergenza, il Primo Ministro José Ulisses Correia Silva ha annunciato la sospensione di tutti i voli in arrivo da: Stati Uniti, Brasile, Senegal, Nigeria, Portogallo e tutti i paesi europei interessati dal nuovo coronavirus. La sospensione è rimasta attiva per tre settimane. Le eccezioni si applicavano ai voli cargo e ai voli per cittadini stranieri che desiderano tornare a casa. Il divieto si applica anche all'attracco di navi da crociera, navi a vela e sbarco da passeggeri o equipaggio da navi mercantili o da pesca. Il giorno dopo sono state prese misure più eccezionali e il livello di emergenza è stato aumentato il 27 marzo.
La Cabo Verde Airlines aveva già preso la decisione di sospendere i voli. Dal 28 febbraio i voli per Milano (Italia) sono stati sospesi. Il 6 marzo sono stati sospesi anche i voli per Lagos (Nigeria), Porto Alegre (Brasile) e Washington D.C. (Stati Uniti). Il 17 marzo, conformemente alla decisione del governo, la Cabo Verde Airlines ha sospeso tutte le sue altre rotte.
Il 28 marzo, per la prima volta in assoluto, è stato dichiarato lo stato di emergenza a Capo Verde, attuando una serie di misure volte a ridurre i contatti sociali e chiudere molte imprese.